# 발텔리나 카세라
발텔리나 카세라(이탈리아어: Valtellina Casera)는 지방을 반 정도 없앤 우유로 만드는 치즈로서 이탈리아 북부의 손드리오현에서 생산된다. 생산은 16세기부터 시작됐으며, 발텔리나 지역 요리에서 많이 사용하는데 피조케리와 같은 요리에서 나타난다.
원산지 명칭 보호 지위를 1996년 획득하였다.